# Dũng Tiến, Vĩnh Bảo
Dũng Tiến là một xã thuộc huyện Vĩnh Bảo, thành phố Hải Phòng, Việt Nam.
Xã Dũng Tiến có diện tích 8,32 km², dân số năm 1999 là 8191 người, mật độ dân số đạt 984 người/km².